# Kakao Games
Kakao Games Corp. (en hangul: 카카오게임즈) es un editor de videojuegos de Corea del Sur y una subsidiaria de Kakao. Se especializa en desarrollar y publicar videojuegos para PC, dispositivos móviles y plataformas de realidad virtual. Cada uno está representado por Namgoong Hoon y Cho Gye-hyun.
Originalmente conocido como Daum Games antes de la adquisición de Daum, Kakao Games se ha expandido desde la distribución de videojuegos únicamente en Corea. Ahora, Kakao Games distribuye sus videojuegos a nivel mundial en América del Norte, Europa y otras partes de Asia gracias en parte a su aspecto social con KakaoTalk . Kakao Games usa el portal de videojuegos de Daum y la red social de KakaoTalk para conectar a los jugadores dentro de sus videojuegos.

## Videojuegos

### Videojuegos publicados como "Daum Games"
| Año  | Título              | Desarrollador | Notas                                                                               |
| ---- | ------------------- | ------------- | ----------------------------------------------------------------------------------- |
| 2015 | Black Desert Online | Pearl Abyss   | Derechos de publicación entregados a Pearl Abyss después del 24 de febrero de 2021. |

### Videojuegos publicados como "Kakao Games"
| Año  | Título                        | Desarrollador       | Notas                                                               |
| ---- | ----------------------------- | ------------------- | ------------------------------------------------------------------- |
| 2017 | PUBG: Battlegrounds           | Krafton             | Acuerdo de publicación en Corea desde agosto de 2017                |
| 2018 | Lord of Dice                  | NGEL Games          |                                                                     |
| 2018 | BanG Dream! Girls Band Party! | Craft Egg           | Acuerdo de publicación en Corea desde el 6 de febrero de 2018       |
| 2018 | Moonlight Sculptor            | XL Games            |                                                                     |
| 2018 | Friends Racing                | Kakao Games         |                                                                     |
| 2019 | Path of Exile                 | Grinding Gear Games | Acuerdo de publicación en Corea desde marzo de 2019                 |
| 2020 | Guardian Tales                | Kong Studios        |                                                                     |
| 2020 | Elyon                         | Krafton             |                                                                     |
| 2021 | Eternal Return                | Nimble Neuron       | Acuerdo de publicación desde julio de 2021                          |
| 2021 | World Flipper                 | Cygames             |                                                                     |
| 2021 | Friends Racing Duo            | Kakao Games         |                                                                     |
| 2021 | ArcheAge                      | XL Games            | Acuerdo de publicación desde el 1 de diciembre de 2021 para EU y NA |
| 2023 | Eversoul                      | Kakao Games         |                                                                     |

### Videojuegos cancelados
Kakao Games iba a ser el editor de Capcom Super League Online, un videojuego de rol táctico para teléfonos Android e iOS desarrollado por Capcom Entertainment Korea que se planeó lanzar solo en Corea del Sur. El videojuego de colección de personajes permitía al jugador reclutar a partir de un elenco popular de personajes de diferentes IP de Capcom para luchar contra varios villanos. Se realizó una beta cerrada de la versión de Android del 4 al 7 de octubre de 2018. El videojuego fue descartado debido a una "decisión comercial" no especificada entre Kakao Games y Capcom, que también cerró su sucursal coreana.